# Henrik Møllgaard
Henrik Møllgaard Jensen, född 2 januari 1985, är en dansk handbollsspelare som spelar för Aalborg Håndbold och det danska landslaget.

## Meriter
Med landslag
- OS 2016
- VM 2019, VM 2021, VM 2023
- OS 2020 i Tokyo
- VM 2013
- EM 2014, EM 2024
- EM 2022

Med klubblag
- Dansk mästare: (7) 2006 och 2009 med KIF Kolding, 2010 med Aab Håndbold, 2019, 2020, 2021 och 2024 med Aalborg Håndbold
- Dansk cupmästare: (4) 2006 och 2007 med KIF Kolding, 2018 och 2021 med Aalborg Håndbold
- Dansk supercupmästare: (4) 2019, 2020, 2021 och 2022 med Aalborg Håndbold
- Fransk mästare: (3) 2016, 2017 och 2018 med Paris Saint-Germain HB
- Fransk cupmästare: (1) 2018 med Paris Saint-Germain HB
- Fransk ligacupmästare: (2) 2017 och 2018 med Paris Saint-Germain HB
- Silver i EHF Champions League 2021 och 2024 med Aalborg Håndbold